# Hanae Kubo
Hanae Kubo (jap. 久保 英恵, Kubo Hanae; * 10. Dezember 1982 in Tomakomai, Hokkaidō) ist eine japanische Eishockeyspielerin, die seit 1997 der japanischen Frauennationalmannschaft angehört und zu den besten Spielerinnen des Landes gehört.

## Karriere
Kubo spielte zu Beginn ihrer Karriere für die Iwakura Peregrine, mit denen sie zahlreiche japanische Meisterschaften in der All Japan Women’s Ice Hockey Championship gewinnen konnte. Bereits im Jahr 1997 debütierte die Stürmerin im Alter von 15 Jahren in der japanischen Frauennationalmannschaft. Bei der B-Weltmeisterschaft 1999 nahm sie an ihrem ersten großen internationalen Turnier teil.
In den Folgejahren etablierte sich Kubo im Nationalteam, aus dem sie im Jahr 2005 zurücktrat und daraufhin nach Kanada wechselte. Dort spielte sie für die Oakville Ice in der National Women’s Hockey League. Nachdem die japanische Nationalmannschaft im Vorfeld der Olympischen Winterspiele 2010 – zu denen Kubo eine Rückkehr ins Nationalteam erwogen hatte – die Qualifikation verpasst hatte, trat sie von Alter von 28 Jahren vollends vom Eishockeysport zurück. Erst auf Bitten des Vizepräsidenten des japanischen Eishockeyverbandes Nihon Aisuhokkē Renmei kehrte die Offensivspielerin im Jahr 2011 sowohl national als auch international aufs Eis zurück.
Kubo lief in der Folge für die Seibu Princess Rabbits in der All Japan Women’s Ice Hockey Championship auf und nahm mit der Nationalmannschaft sowohl an den Olympischen Winterspielen 2014 in Sotschi und den Olympischen Winterspielen 2018 in Pyeongchang teil. An der erfolgreichen Qualifikation hatte sie als jeweilige Topscorerin der Qualifikationsgruppe maßgeblichen Anteil.

## Erfolge und Auszeichnungen
| - 1999 Aufstieg in die A-Weltmeisterschaft bei der B-Weltmeisterschaft - 2003 Aufstieg in die Top-Division bei der Weltmeisterschaft der Division I - 2005 Topscorerin der Weltmeisterschaft der Division I - 2005 Beste Torschützin der Weltmeisterschaft der Division I - 2013 Topscorerin der Qualifikation zu den Olympischen Winterspielen, Gruppe C | - 2013 Beste Stürmerin der Qualifikation zu den Olympischen Winterspielen, Gruppe C - 2014 Aufstieg in die Top-Division bei den Aufstiegs-Playoffs zur Weltmeisterschaft - 2017 Topscorerin der Qualifikation zu den Olympischen Winterspielen, Gruppe D - 2017 Goldmedaille bei den Winter-Asienspielen - 2017 Aufstieg in die Top-Division bei der Weltmeisterschaft der Division IA |